# فلیره
فلیره (فرانسوی: Flirey‎؛ ‏تلفظ فرانسوی: [fliʁɛ]) یک کمون در دپارتمان مرت-ا-موزل در کشور فرانسه است.